# Jeju Air-vlucht 2216

Overzicht van het ongeval van Jeju Air vlucht 2216
Noot: met "ILS antenne" wordt de localizer antenne bedoelt

Jeju Air-vlucht 2216 was een lijnvlucht tussen de Internationale Luchthaven Suvarnabhumi bij Bangkok en de internationale luchthaven Muan in Muan. Op 29 december 2024 landde het vliegtuig zonder gebruik van het landingsgestel en remde daarbij ogenschijnlijk nauwelijks af, waarna het verongelukte toen het aan het eind van de landingsbaan op een wand botste. In de Boeing 737-800 zaten 175 passagiers en 6 bemanningsleden. Van de 181 inzittenden kwamen er 179 om het leven, twee bemanningsleden raakten alleen gewond.

## Toestel
Het betrokken toestel was een Boeing 737-800 die in 2009 werd geleverd aan Ryanair met registratie EI-EFR en werd in 2017 aan Jeju Air geleverd. Het toestel had de registratie HL8088 en beschikte over twee CFM International CFM 56-7B-motoren.

## Bemanning en passagiers
Twee van de 175 passagiers waren Thai, de overige passagiers waren  Zuid-Koreanen. De meeste passagiers kwamen terug van een tour in Bangkok met Kerstmis, het organiserende reisbureau had deze vlucht geboekt.
179 inzittenden zijn omgekomen, twee bemanningsleden overleefden de ramp. Het gaat om een vrouw van 25 en een man van 33. Naar twee andere personen werd aanvankelijk nog gezocht, maar deze werden ‘s nachts alsnog gevonden.

## Het ongeval
Het toestel steeg om 02:28 uur op vanaf de internationale luchthaven van Bangkok. Om 09:03 lokale tijd landde het toestel in Muan tijdens een buiklanding, omdat het landingsgestel niet was uitgeklapt. Het toestel schoof aan het einde van de landingsbaan van de baan en botste met grote snelheid op een aarden wal met betonnen structuur (en localizer antenne) en vloog in brand.
Zes minuten voor het ongeluk gaf de luchtverkeersleiding een waarschuwing uit voor een mogelijke vogelaanvaring. Een minuut later gaf de piloot een Mayday uit.
Het was het ergste luchtvaartongeluk voor een Zuid-Koreaanse luchtvaartmaatschappij sinds Korean Air-vlucht 801 in 1997 en het dodelijkste ongeluk ooit in de geschiedenis van Zuid-Korea. Het was tevens het eerste dodelijke ongeluk voor Jeju Air.

## Nasleep
De Zuid-Koreaanse overheid kondigde een week van nationale rouw aan van 29 december tot 4 januari 2025. Meerdere evenementen voor Nieuwjaar werden hierdoor geannuleerd.

## Onderzoek
Er is een onderzoek aangekondigd en de zwarte dozen zijn door reddingswerkers uit het vliegtuig gehaald.
Uit onderzoek is gebleken dat de vlucht een vogelaanvaring had waardoor de rechter motor zware schade had opgelopen. Daarna maakte de bemanning -in de stress- een fout door de verkeerde motor uit te zetten. In plaats van de beschadigde rechtermotor uit te zetten werd de linker motor uitgezet. Het toestel verongelukte daarna bij de landing.

## Afbeeldingen

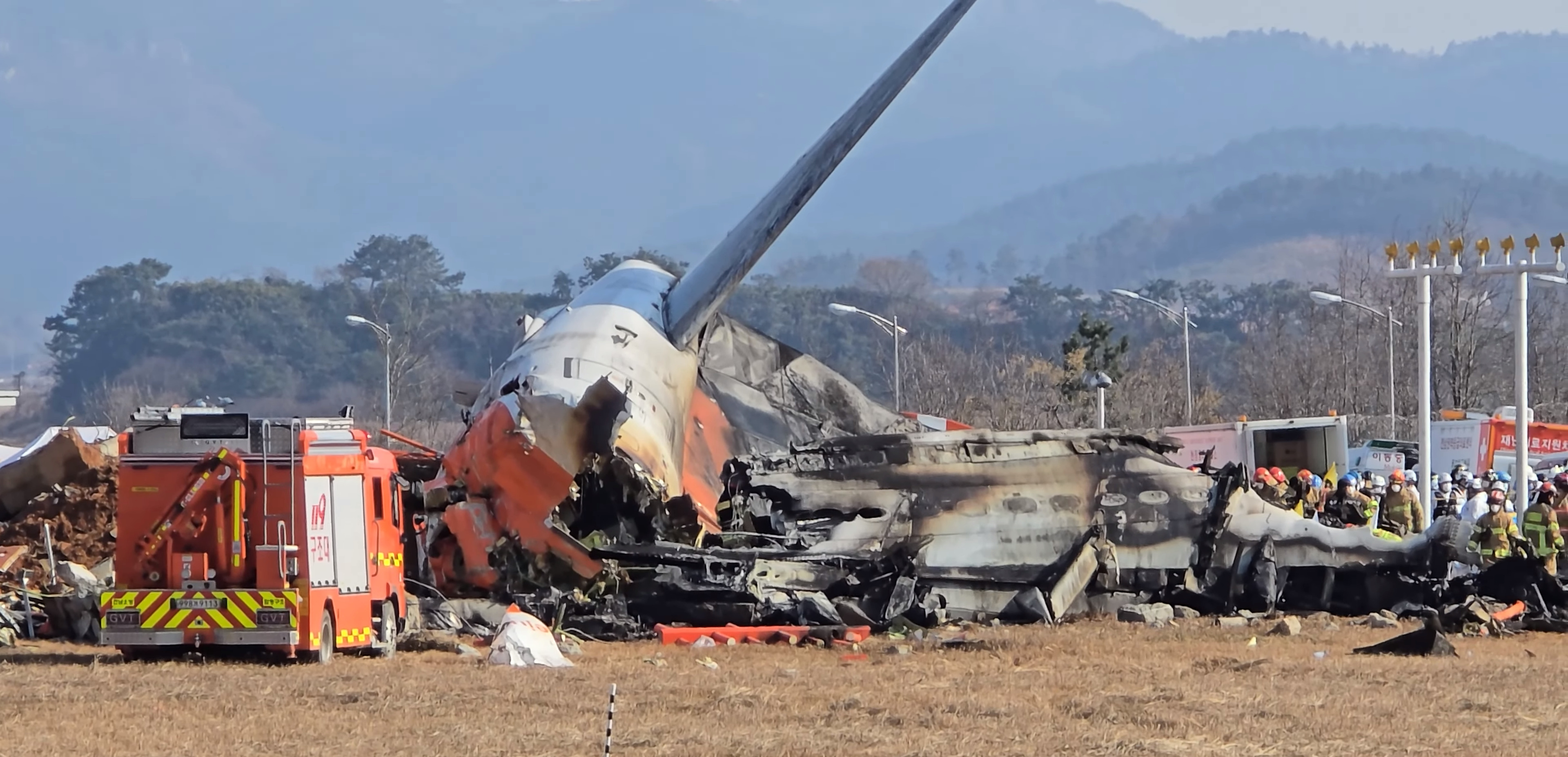
De resten van het toestel na afloop van de ramp
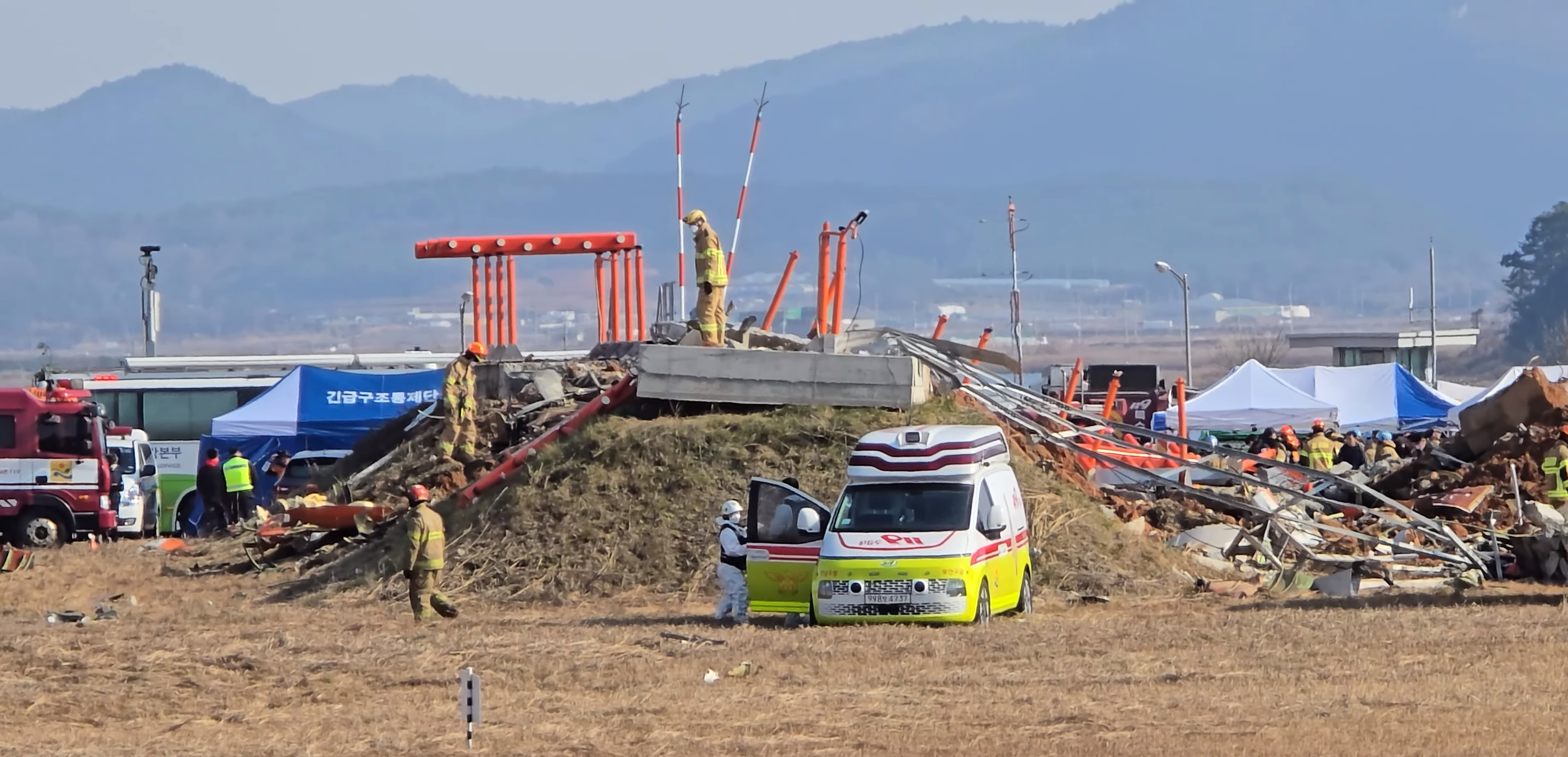
Resten van de aarden wal met betonnen structuur aan het eind van de baan waar het toestel tegenaan botste (waar de localizer antenne stond)